# Ujué
Ujué (em castelhano) ou Uxue (em basco) é um município da Espanha na província e comunidade foral (autónoma) de Navarra. Tem 112,12 km² de área e em 2021 tinha 175 habitantes (densidade: 1,6 hab./km²).
Ujué é um enclave defensivo de ruas empedradas que conserva o seu aspecto medieval. É uma atalaia desde a qual, em dias claros, se podem ver os Pirenéus a norte e a ribeira do Ebro e a silhueta do Moncayo a sul. A imagem da Virgem de Ujué é considerada uma obra-prima do românico navarro. Pertence à rede das "aldeias mais bonitas de Espanha".

## Demografia
| Variação demográfica do município entre 1991 e 2004 | Variação demográfica do município entre 1991 e 2004 | Variação demográfica do município entre 1991 e 2004 | Variação demográfica do município entre 1991 e 2004 |
| --------------------------------------------------- | --------------------------------------------------- | --------------------------------------------------- | --------------------------------------------------- |
| 1991                                                | 1996                                                | 2001                                                | 2004                                                |
| 294                                                 | 254                                                 | 232                                                 | 237                                                 |